# Logikai következtetések ellenőrzése Venn-diagrammal
A formális logikában Venn-diagramok segítségével bizonyos elsőrendű következtetések érvényessége könnyen és szemléletesen ellenőrizhető. A Venn-diagram a halmazokat, azok viszonyait, méretét és műveleteit szemléltető diagram. A halmaz belseje megfelel egy adott halmaz elemeinek, azon kívül pedig az adott halmazba nem tartozó elemek találhatók.

## A logikai következtetések lehetséges formái
(A kategorikus kijelentés két predikátumot tartalmazó univerzális vagy egzisztenciális állítás.)
1. Egyetemesen állító: „minden A egyben B”, pl. minden holló madár.
2. Egyetemesen tagadó: „egyetlen A sem B”, pl. egyetlen holló sem hüllő.
3. Részlegesen állító: „létezik olyan A, amelyik B”, pl. van olyan emlős, amelyik tud repülni.
4. Részlegesen tagadó: „létezik olyan A, amelyik nem B”, pl. van olyan emlős, amelyik nem tud repülni.

## Jelölése Venn-diagramon
A fenti mondatok bizonyos tulajdonságok terjedelmei közötti viszonyokat fejeznek ki. Ezekre a terjedelmi viszonyokra épül a Venn-diagramok módszere, melynek lépései:
1. A szillogizmusban szereplő három tulajdonság terjedelmét egy-egy zárt síkidommal (pl. körrel) ábrázoljuk, úgy, hogy minden síkidomnak mindegyik másikhoz mérten legyen közös és különálló része is.  A halmazok jelzik a predikátumok terjedelmét. A halmazok viszonya jelzi a logikai kapcsolatot a premisszák között.
2. Ábrázoljuk egy-egy tulajdonságpár terjedelmi viszonyait. Ez kétféle lehet:

- A tulajdonságpár által meghatározott síkidom üres, ezért azt kisatírozzuk, jelezve, hogy ott semmi sem lehet. A két alapeset:

Minden A egyben B.

∀x(A(x)⊃B(x)) , azaz ~∃x(A(x)&~B(x))

Egyetlen A sem B.

~∃x(A(x)&B(x)) , azaz ∀x(A(x)⊃~B(x)) 	
- A tulajdonságpár által meghatározott síkidom nem üres, ezért oda egy x jelet teszünk, jelezve, hogy ott mindenképpen van valami. A két alapeset:

Létezik olyan A, amelyik B.

∃x(A(x)&B(x)), azaz ~∀x(A(x)⊃~B(x))

Létezik olyan A, amelyik nem B.

∃x(A(x)&~B(x)) , azaz ~∀x(A(x)⊃B(x))  Archiválva 2013. június 12-i dátummal a Wayback Machine-ben
Mind a négy esethez két formalizált állítás tartozik, amik egymással logikailag ekvivalensek, tehát ugyanazt fejezik ki.
A formalizált állítások kiolvasása a következőképpen történik. Pl. ∀x(A(x) ⊃ B(x)) , azaz ~∃x(A(x) & ~B(x)) Minden x-re igaz, hogy amelyik A x, az B x, azaz nem létezik olyan x, amelyikre igaz, hogy A x és nem B x.
Fontos megjegyezni, hogy a tulajdonságpárok terjedelmi viszonyainak ábrázolása során előbb jelöljük az univerzális premisszákat (satírozás), aztán az egzisztenciális premisszákat (x jel kitétele).

## A következtetések ellenőrzése
A következtetések ellenőrzése abból áll, hogy miután jelöltük a diagramon a premisszák információtartalmát, megkeressük a konklúziót.  
Ha mindkét premisszát a fenti módon felhasználtuk, akkor az ábráról „leolvasható” a konklúzió érvényessége. Ha az ábrán megjelenik a konklúzióban foglalt információ, akkor a konklúzió igaz. Amennyiben az ábráról „leolvasható” a konklúzió, akkor a következtetés érvényes, ha nem látható, akkor érvénytelen. 
A következtetés akkor is érvénytelennek minősül, ha még felrajzolható a konklúzió negáltjának információtartalma is anélkül, hogy ellentmondásra jutnánk a premisszák információtartalmával szemben.
1. példa: 

Minden holló madár. ∀x(H(x)⊃M(x)) 

Minden madár állat. ∀x(M(x)⊃A(x))
Minden holló állat. ∀x(H(x)⊃A(x))
A sötét satírozás jelzi az első premisszát, miszerint nincs olyan holló, amelyik ne lenne madár. A világos satírozás jelzi a második premisszát, miszerint nincs olyan madár, amelyik ne lenne állat. Ez alapján ellenőrizhetjük a konklúziót, ami azt állítja, hogy nincs olyan holló, amelyik ne lenne állat. Az ábrán két olyan tartomány van, amelyen a nem-állat hollók ábrázolhatóak, de mivel a premisszák alapján mindkettő besatírozásra került, azaz üres, így kimutatható a konklúzió érvényessége.
2. példa: 

Nincs olyan méhész, aki horgász. ~∃x(M(x)&H(x))

Minden vadász méhész. ∀x(V(x)⊃M(x))
Egyetlen horgász sem vadász. ~∃x(H(x)&V(x))
Az első premisszát a sötét satírozás mutatja, a másodikat a világos. A konklúzió azt állítja, hogy nincsenek olyan dolgok, amelyek egyszerre vadászok és horgászok, és ez az üres területek alapján látszik is, tehát a konklúzió érvényes.
3. példa:

Minden vizsga nehéz. ∀x(V(x)⊃N(x)) 

Vannak írásbeli vizsgák. ∃x(I(x)&V(x))
Van olyan írásbeli, amelyik nehéz. ∃x(I(x)&N(x))
Az első premissza üres terjedelmet állít, a második nem üreset (ügyeljünk a premisszák jelölésének sorrendjére!). Az utóbbi csak egy tartományban érvényesülhet, mert a másik már üresnek bizonyult. Miután a középső tartomány nem üres, így a konklúzió érvényes.
4. példa: Érvénytelen konklúzió!

Egyetlen ember sem halhatatlan. ~∃x(E(x)&H(x))

Minden ember bűnös. ∀x(E(x)⊃B(x))
Létezik bűnös, aki nem halhatatlan. ∃x(B(x)&~H(x))
Az első és a második premissza egyaránt két-két tartományt állít üresnek. A konklúzió érvényességéhez az kell, hogy két tartomány valamelyikéről tudjuk, hogy nem üres, de mivel ezt nem tudjuk, így a következtetés nem érvényes.

## Külső hivatkozások
- Kutrovátz Gábor: Bevezetés a logikába és az érveléselméletbe. https://web.archive.org/web/20050522022700/http://hps.elte.hu/%7Ekutrovatz/logjegyz.pdf
- Margitay Tihamér: Az érvelés mestersége. Typotex Kft, 2007.
- Zemplén Gábor - Kutrovátz Gábor: Érvelés-tanulmányok. http://filozofia.bme.hu/sites/default/files/anyagok/1295/rvel%C3%A9selm%C3%A9let-filmeken_02.pdf Archiválva 2013. június 12-i dátummal a Wayback Machine-ben